# Vladimir Jakovlev
Vladimir Anatol'evič Jakovlev (in russo Владимир Анатольевич Яковлев?; Olëkminsk, 25 novembre 1944) è un politico russo.

## Biografia
Di etnia Finlandese d'Ingria, è un politico russo, laureato in scienze tecniche (equivalente russo del titolo di dottorato di primo grado), dottore in economia, professore del dipartimento di economia urbana presso l'Università politecnica di San Pietroburgo, dottore onorario dell'Università statale di economia e finanza di San Pietroburgo e accademico dell'Accademia Internazionale d'Ingegneria.
Dal 1996 al 2003 è stato governatore di San Pietroburgo.
Tra il 2003 ed il 2004, prima della crisi degli ostaggi della scuola di Beslan, venne inviato come plenipotenziario presidenziale nel Distretto Federale Meridionale. 
Dal 13 settembre 2004 al 24 settembre 2007 ha svolto l'incarico di Ministro per lo sviluppo regionale nel secondo gabinetto di Mikhail Fradkov.
Il 28 aprile 2009 è stato eletto presidente dell'Unione russa dei costruttori, incarico che detiene tuttora.